# Mirosternus cognatus
Mirosternus cognatus är en skalbaggsart som beskrevs av Perkins 1910. Mirosternus cognatus ingår i släktet Mirosternus och familjen trägnagare. Inga underarter finns listade i Catalogue of Life.